# Northrop A-17
Il Northrop A-17 era un aereo da attacco al suolo monomotore, monoplano ad ala bassa e biposto, realizzato intorno alla metà degli anni trenta dalla statunitense Northrop Corporation, su iniziativa privata, partendo dal progetto dell'aereo da trasporto Northrop Gamma.
Utilizzato dagli United States Army Air Corps, l'aereo venne ben presto sostituito nei reparti di prima linea dal Douglas A-20 Havoc/Boston ma trovò impiego in alcune forze armate europee e sudamericane; nel'impiego da parte della britannica Royal Air Force ricevette ufficialmente la designazione di Nomad.

## Storia del progetto
Incoraggiati dai risultati positivi ottenuti con la variante 2C del proprio velivolo da trasporto "Gamma", che l'USAAC inizialmente denominò YA-13 e poi (in seguito alla variazione del tipo di motore impiegato) XA-16, i vertici della Northrop decisero di proporre per la valutazione come aereo da attacco una nuova versione, denominata 2F, equipaggiata con un motore di minori dimensioni, il radiale a 14 cilindri Pratt & Whitney Twin Wasp Junior.
Il nuovo progetto incorporava diverse modifiche che lo rendevano maggiormente attrattivo nei confronti delle autorità militari: la fusoliera presentava linee più slanciate, i due abitacoli erano tra loro maggiormente distanziati e disposti sotto un cupolino più lungo e sottile, i piani di coda erano stati rivisti ed il carrello d'atterraggio si ritraeva all'interno di ampie carenature.
Consegnato all'USAAC il 6 ottobre 1934, per le prove di valutazione, il Gamma 2F confermò la validità del progetto di base ma venne di nuovo assegnato al costruttore per un'ulteriore serie di modifiche che interessarono il carrello, per la cui configurazione fu preferita la soluzione di tipo fisso con ampie carenature aperte lateralmente, l'abitacolo, la fusoliera e la forma degli impennaggi. A lavori ultimati l'aereo tornò all'USAAC, era il 27 luglio del 1935, e fu preso in carico come primo dei 110 aerei previsti dal contratto stipulato con la Northrop, designati A-17 secondo il sistema vigente, le cui consegne ebbero termine il 5 gennaio del 1937.

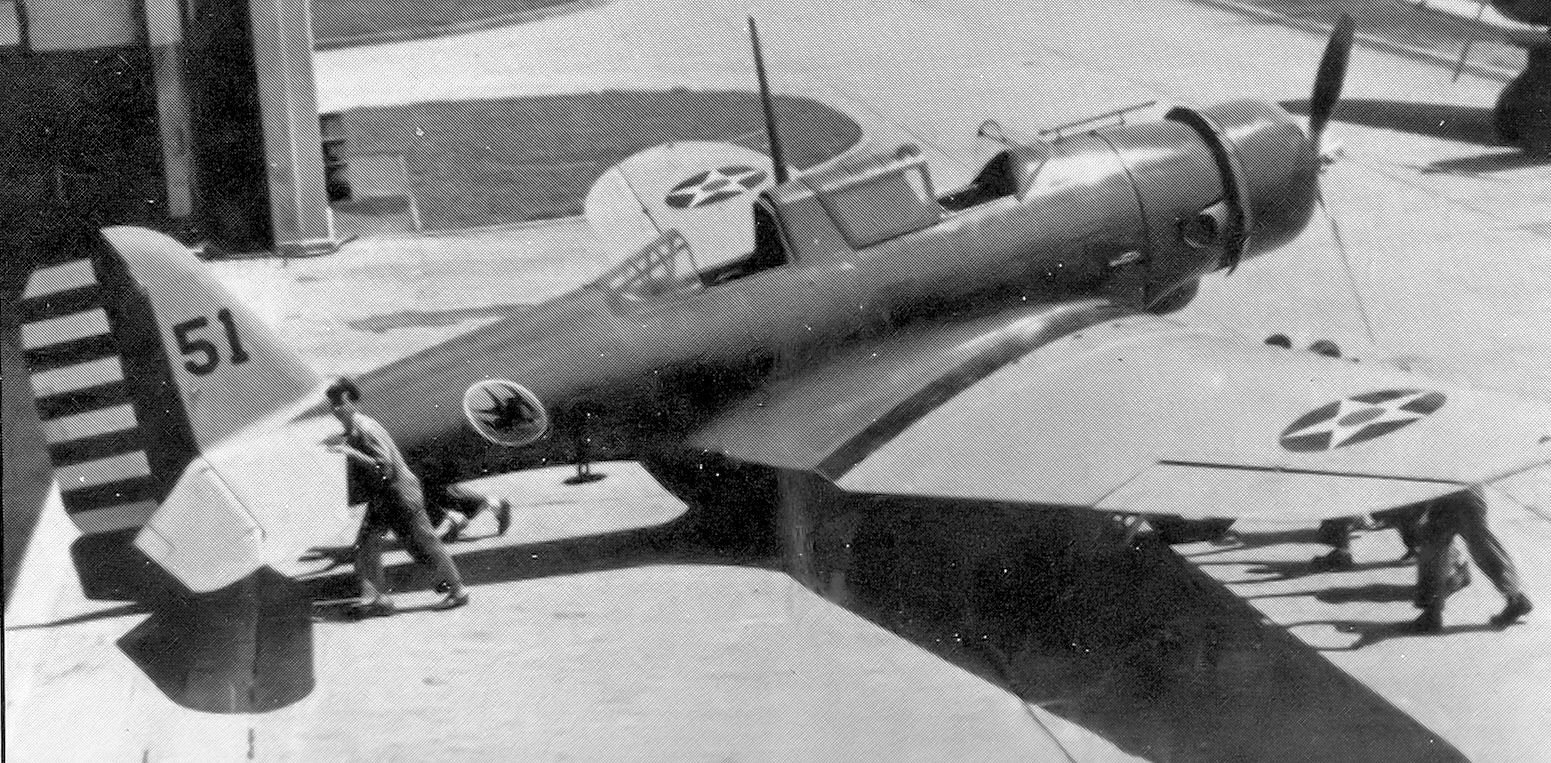
Un Northrop A-17 del 74th Attack Squadron.

La Northrop non abbandonò il concetto del carrello retrattile e fece all'USAAC una nuova proposta, sottolineando i benefici che ne sarebbero derivati in termini di velocità ed autonomia operativa malgrado l'incremento del peso del velivolo causato dalla presenza dei meccanismi di ritrazione. La proposta, in questo caso, venne accettata e si concluse con la sottoscrizione di due contratti per la versione designata A-17A, uno per 100 velivoli (consegnati tra aprile e dicembre 1937) ed il secondo per ulteriori 29 aerei (consegnati tra giugno e settembre del 1938).
Nel periodo che intercorse tra la realizzazione delle due versioni, furono approntati due esemplari particolari, denominati A-17AS: destinati al trasporto di alti ufficiali, erano dotati di carrello retrattile, privi di armamento ed avevano abitacolo triposto (destinato a due passeggeri più il pilota).
Sempre nello stesso periodo la Northrop Corporation, controllata dalla Douglas Aircraft Company per il 51% del capitale sociale, conobbe un periodo di difficoltà che portarono l'azienda controllante ad acquistarne, il 5 aprile del 1937, la totalità delle quote azionarie; la Northrop dopo pochi mesi venne incorporata nella Douglas, divenendone la Divisione di El Segundo.
In seguito a questi eventi, la designazione di fabbrica del progetto dell'A-17 divenne "Northrop Model 8" e poi "Douglas Model 8A" o "DB-8A" (dove la sigla "DB" stava ad indicare "Douglas Bomber", "bombardiere Douglas" in lingua inglese).
Con questo nome, tra il 1937 ed il 1940, il DB-8A conobbe un discreto successo commerciale e venne venduto, in versioni tra loro leggermente differenti, alle forze aeree di Argentina, Iraq, Norvegia, Paesi Bassi, Perù e Svezia (quest'ultima, in particolare, acquistò anche la licenza per la produzione dell'aereo che venne affidata ad aziende locali).
L'ultima di queste versioni, la 8A-5 di cui la norvegese Hærens Flyvevesen aveva ordinato 36 esemplari prima dello scoppio della seconda guerra mondiale, venne in seguito impiegata anche dall'USAAC che la identificò come Douglas A-33.

## Tecnica

### Cellula
Il Northrop Gamma 2F era un velivolo dalla struttura interamente metallica che nella prima stesura progettuale si contraddistingueva per la fusoliera dal disegno affusolato, per l'abitacolo biposto completamente vetrato e per le vistose carenature subalari, destinate ad accogliere le gambe del carrello d'atterraggio, retrattili con movimento lineare verso il posteriore del velivolo.
L'aereo venne però ben presto sottoposto a modifiche considerevoli: in particolare l'abitacolo fu allungato (con l'inserimento di una zona centrale metallica), furono riviste le linee aerodinamiche della copertura del motore e della fusoliera ed il disegno dei piani di coda mentre venne abbandonata la soluzione del carrello retrattile, optando per la soluzione del carrello fisso, più leggera malgrado le vistose carenature agli elementi principali. Queste furono le soluzioni scelte dall'USAAC per l'ordine dei primi 110 esemplari denominati A-17.
La versione A-17A si distingueva per la presenza del carrello di tipo retrattile: in questo caso gli elementi anteriori si ritraevano verso il centro del velivolo e fu necessario modificare la parte interna del bordo d'attacco dell'ala per garantire lo spazio essenziale all'alloggiamento delle ruote all'interno dello spessore delle ali.
Le varianti successive ebbero sia il carrello di tipo fisso (8A-1, 8A-2) sia quello retrattile (A-17AS, 8A-3, 8A-4, 8A-5) e non presentavano modifiche sostanziali rispetto alla cellula di base. Solamente nel caso dei due esemplari della versione A-17AS l'abitacolo (triposto) era completamente vetrato.
L'ala era collegata alla struttura del velivolo nella parte inferiore della fusoliera; la radice alare aveva origine nella zona compresa tra la cappottatura del motore e la cabina di pilotaggio e l'andamento del bordo d'entrata era rettilineo e pressoché perpendicolare alla fusoliera mentre il bordo d'uscita aveva andamento leggermente rastremato verso le estremità, di forma arrotondata. Le semiali erano caratterizzate dall'andamento con diedro positivo, a partire dalla zona esterna rispetto al carrello d'atterraggio. Sul bordo d'uscita erano presenti alettoni ed aerofreni, questi ultimi realizzati con pannelli metallici forati.
L'impennaggio era di tipo classico e sotto la deriva era installato il ruotino di coda, di tipo fisso.

### Motore

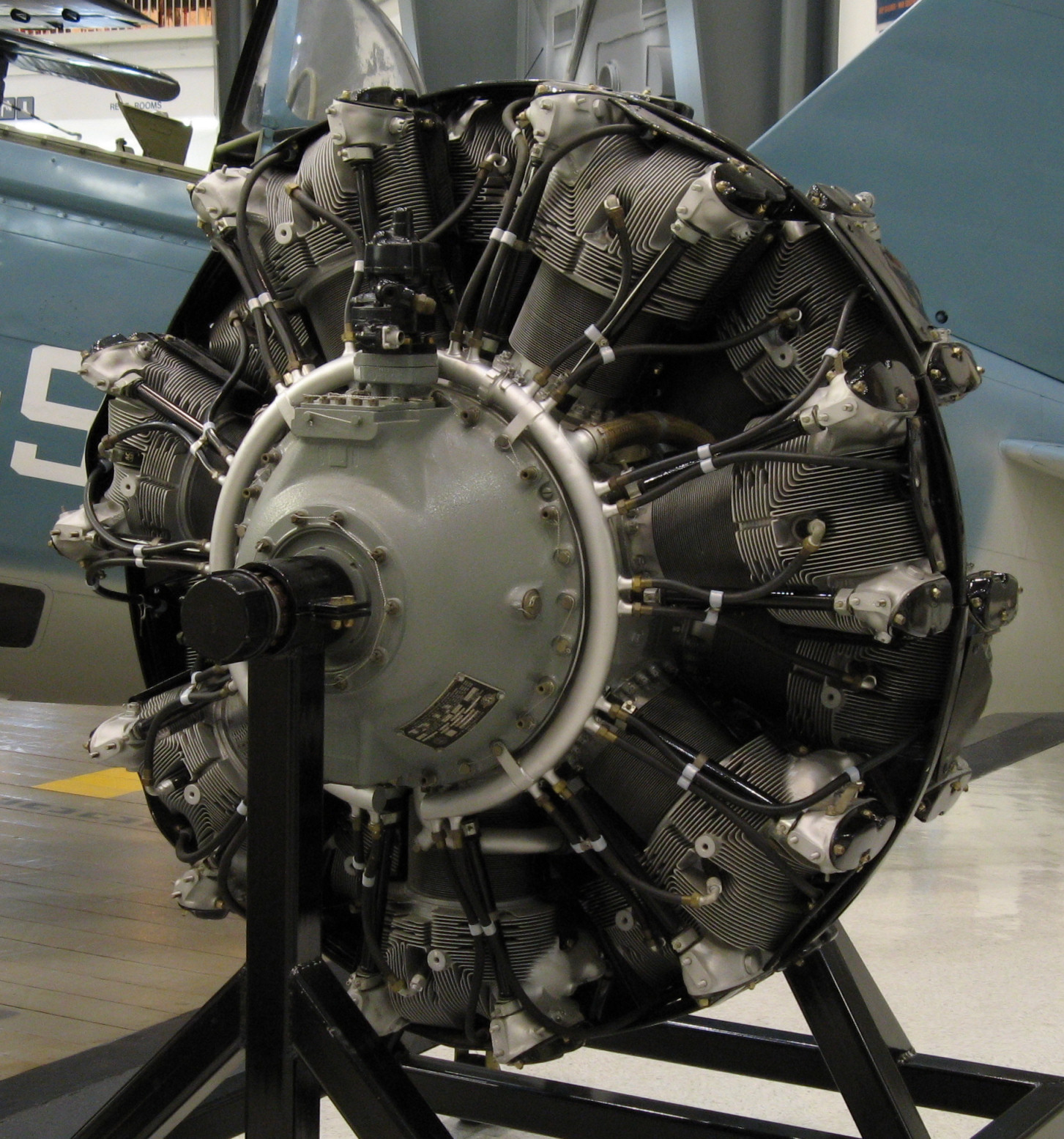
Un Pratt & Whitney Twin Wasp Junior esposto al Naval Aviation Museum, Pensacola, Florida.

In tutte le versioni realizzate l'A-17/DB-8A ebbe un motore di tipo radiale raffreddato ad aria: da prima il Gamma 2F ebbe il motore Pratt & Whitney R-1535-11 Twin Wasp Junior (un quattordici cilindri doppia stella, da 750 hp, pari a 559 kW), motore che trovò impiego anche sui velivoli A-17 di serie; l'elica era di tipo tripala. La variante A-17A mantenne i Twin Wasp Junior, passati nel frattempo alla versione R-1535-13 (825 hp, 615 kW).
I due esemplari da trasporto A-17AS furono invece dotati del nove cilindri Pratt & Whitney R-1340 Wasp (600 hp, 447 kW); il primo esemplare ebbe la versione R-1340-41, mentre sul secondo velivolo fu utilizzato un motore GR-1340-45 dotato di demoltiplica; in entrambi i casi le eliche erano di tipo bipala.
La variante DB-8A-1, realizzata su licenza in Svezia, venne equipaggiata con il motore nove cilindri Bristol Mercury XXIV (980 hp, 731 kW); la scelta del tipo di motorizzazione ricadde sul motore britannico in quanto, a sua volta, costruito su licenza in Svezia.
In seguito trovò largo impiego il motore Wright R-1820 Cyclone 9 che equipaggiò i DB-8A-2 argentini, i DB-8A-3P forniti al Perù, i DB-8A-4 iracheni ed i DB-8A-5 (in seguito noti come A-33) norvegesi; ad eccezione delle macchine argentine, tutti i velivoli ebbero motori dotati di demoltiplica. Il motore con la potenza maggiore fu il GR-1820-G205A (1 200 hp, 895 kW) utilizzato sui velivoli destinati alla Norvegia.
Infine il governo olandese optò per l'impiego del motore quattordici cilindri Pratt & Whitney R-1830 Twin Wasp (1 050 hp, 783 kW) nei propri DB-8A-3N.

### Armamento
L'armamento adottato per l'A-17 consisteva in quattro mitragliatrici Browning M1919 calibro 0.30 in disposte all'interno dello spessore alare. A disposizione del navigatore-bombardiere, una quinta arma dello stesso tipo era disposta, brandeggiabile e rivolta in senso contrario a quello di marcia, nella parte posteriore dell'abitacolo.
Questa combinazione venne variata solo a richiesta dell'aviazione argentina, che scelse di installare nelle ali due mitragliatrici calibro 12,7 mm e due calibro 7,6 mm sui propri 8A-2.
Per quanto concerne il carico offensivo, l'A-17 era dotato sia di un vano bombe in fusoliera che di ganci subalari; il peso massimo trasportabile era di 1 200 lb (pari a 544 kg), ma generalmente l'armamento era costituito da venti bombe da 30 lb (13,6 kg) trasportate nel vano interno e da quattro bombe da 100 lb (45,36 kg) nei supporti alari.
Nelle varianti DB-8A-2 (Argentina), DB-8A-3P (Perù) e DB-8A-4 (Iraq) era presente un dispositivo di mira semiretrattile, sistemato attraverso la fusoliera nella parte posteriore dell'abitacolo.

## Impiego operativo
Prodotto complessivamente in 418 esemplari delle versioni A-17/DB-8, ai quali occorre sommare altri 36 velivoli della versione A-33, il monoplano della Northrop conobbe un discreto successo, anche se la sua vita operativa fu relativamente breve, sostituito ben presto da macchine più moderne.
In particolare nell'USAAC l'A-17, malgrado le buone risultanze riscontrate durante le valutazioni, in poco meno di quattro anni fu sostituito nei reparti in seguito alla decisione adottata dall'aviazione di optare esclusivamente per macchine plurimotore nel ruolo di bombardiere.

### Argentina
La Fuerza Aérea Argentina acquistò 30 esemplari del velivolo, che furono denominati Model 8A-2; consegnati via nave nel corso del 1938, gli aerei furono schierati nel Regimiento de Ataque N° 2, schierato prima a El Palomar e poi a El Plumerillo (nel dipartimento di Las Heras), dove rimasero operativi fino al 1955 come addestratori avanzati.

### Canada
Secondo almeno una fonte un piccolo, non meglio specificato, numero di A-17A/Nomad compreso tra quelli acquistati dalla britannica RAF fu in seguito venduto alla Royal Canadian Air Force per compiti addestrativi nell'ambito del British Commonwealth Air Training Plan.

### Iraq
Nella primavera del 1940 l'Iraq acquistò 15 aerei nella versione definita Model 8A-4; gli aerei furono consegnati tra aprile e giugno; non risulta che vi siano esemplari sopravvissuti agli scontri occorsi durante il colpo di stato del maggio di quell'anno e nella conseguente guerra anglo-irachena.

### Paesi Bassi
La Luchtvaartbrigade ordinò 18 velivoli, la cui denominazione fu Douglas 8A-3N; consegnati tra agosto e novembre del 1939, furono assegnati al 3° Squadron di stanza nei pressi de L'Aia. Il 10 maggio 1941, quando ebbe inizio l'invasione tedesca dei Paesi Bassi alcuni DB-8A riuscirono ad alzarsi in volo e, secondo alcune fonti, ad abbattere anche due trasporti Junkers Ju 52 ma non risultano esemplari superstiti dopo la prima giornata di combattimenti.

### Perù
Indicata come DB-8A-3P, la variante acquistata dal peruviano Cuerpo de Aeronautico del Peru fu realizzata in dieci esemplari che prestarono servizio nel 31er Escuadron de Ataque y Reconocimiento e furono impiegati operativamente nel corso della guerra ecuadoriano-peruviana del 1941. L'ultimo esemplare rimasto fu radiato solamente sul finire degli anni cinquanta.

### Regno Unito
La storia dell'A-17 transitò, per un periodo di tempo limitato, anche nel Regno Unito. Dopo lo scoppio della seconda guerra mondiale, la British Purchasing Commission (in lingua italiana: Commissione d'Acquisto Britannica) aveva il compito di organizzare la produzione e l'acquisto di armamenti da parte di aziende del Nord America e, per quanto concerne il comparto dell'aviazione, era sostanzialmente "disposta ad acquistare qualsiasi cosa avesse le ali".
In seguito alla resa della Francia, la commissione rilevò numerosi degli ordini inizialmente sottoscritti dal governo francese; tra questi anche quello relativo a 93 velivoli della variante A-17A che, già dichiarati obsoleti dall'USAAC, erano stati resi alla Douglas per il ricondizionamento (in particolare fu effettuata la sostituzione del motore Twin Wasp con una diversa variante rispetto all'originale). Il modello, secondo il sistema vigente, venne denominato Nomad.
Alla prova dei fatti anche la RAF valutò l'aereo inadatto al combattimento, decidendo di trasferirne 60 esemplari alla South African Air Force.

### Stati Uniti d'America

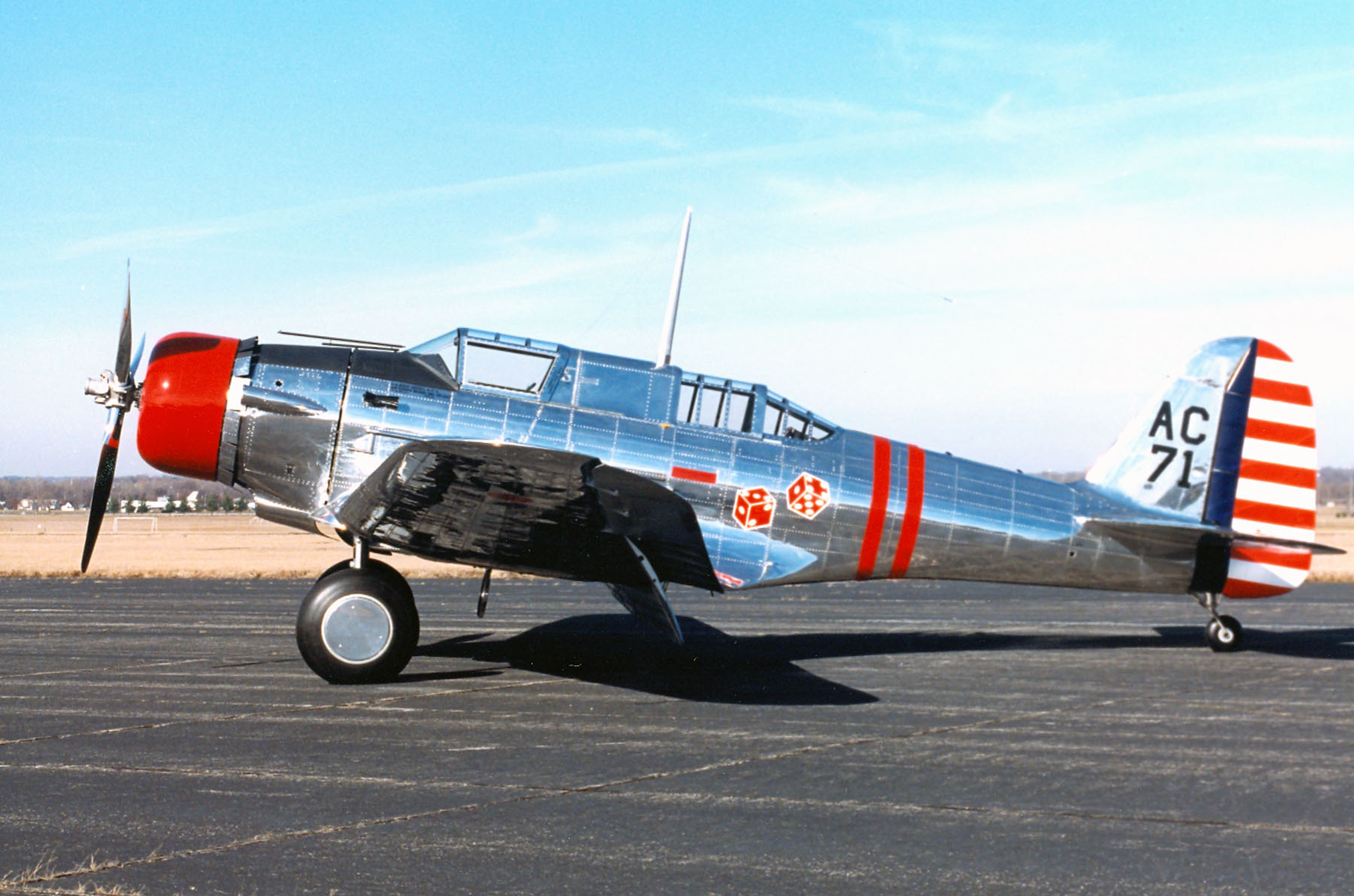
Il Northrop A-17A s/n 36-0207 esposto al National Museum of the United States Air Force.

Dopo le prove di valutazione svolte con il primo esemplare a partire dal mese di luglio del 1935, l'USAAC cominciò a ricevere gli aerei di serie nel dicembre dello stesso anno. Le consegne ai reparti ebbero inizio nel successivo mese di febbraio, quando ebbe luogo l'assegnazione dei primi esemplari al 3rd Attack Group (composto dagli 8th, 13th e 90th Squadrons), seguiti da quelli assegnati al 17th Attack Group (34th, 37th e 95th Squadrons) presso i quali l'A-17 sostituì i P-26A.
Nel breve volgere di un anno gli A-17 furono sostituiti nei reparti dai più veloci A-17A, per essere trasferiti nei reparti d'addestramento o nelle unità ausiliarie. Nei primi anni di guerra diversi esemplari completarono la loro carriera venendo assegnati ai reparti di formazione per i meccanici.
La carriera degli A-17A fu lievemente più longeva, dato che gli aerei furono mantenuti in servizio (negli stessi reparti indicati in precedenza) per un triennio; in seguito i due Attack Group vennero progressivamente trasformati in Light Bombardment Group con l'assegnazione di alcuni Douglas B-18 Bolo, in attesa dell'entrata in servizio degli A-20 Havoc.
Nello stesso tempo gli A-17A vennero dichiarati "surplus" dall'USAAC; una parte (93 aerei) divennero oggetto di un contratto con il governo francese che, tuttavia, non esisteva più quando i velivoli furono pronti per la consegna.

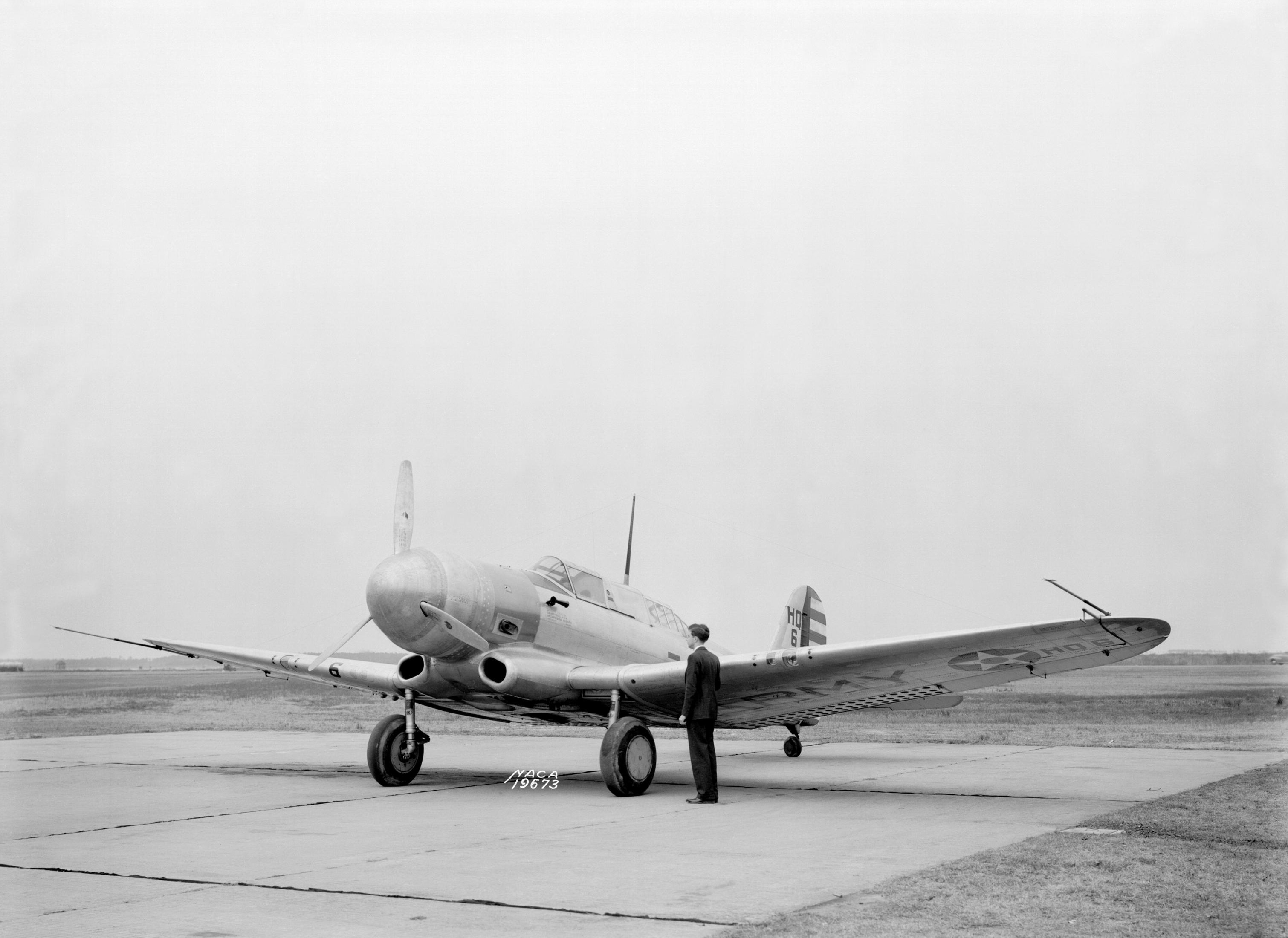
Il Northrop A-17A utilizzato nelle prove sui profili alari laminari al National Advisory Committee for Aeronautics in uno scatto risalente all'aprile del 1940.

Due esemplari (precisamente un A-17 e un A-17A) furono utilizzati dal National Advisory Committee for Aeronautics (NACA) per condurre studi su profili alari laminari e su particolari cappottature dei motori ed i loro effetti alle basse velocità e nelle fasi di rullaggio.
I due esemplari denominati A-17AS furono utilizzati come velivoli da trasporto personale da parte, rispettivamente, del Major general Oscar Westover (comandante in capo dell'USAAC) e del Generale di brigata Henry Arnold. Il 21 settembre del 1938 l'A-17AS del generale Westover precipitò senza lasciare superstiti; da quel momento il generale Arnold assunse la carica di comandante dell'USAAC. In seguito, il 2 marzo 1940, precipitò anche il secondo A-17AS, ma quel giorno il generale Arnold non era a bordo.

### Sudafrica
Nelle file della South African Air Force si concluse la vicenda degli A-17A dismessi dagli Stati Uniti, ordinati (inizialmente) dalla Francia e presi in carico dal Regno Unito.
Scartati dalla RAF, i Northrop Nomad (17 dei quali andarono distrutti nel corso del trasporto) furono destinati a compiti di addestramento e non ebbero occasione alcuna di prendere parte ad operazioni belliche. L'ultimo esemplare rimase in servizio fino alla fine di ottobre del 1944.

### Svezia
Consegnati a partire dal 1940 i B 5 svedesi operarono nelle Flottiljer F 4 a Östersund e F 12 a Kalmar. Rimasero in servizio con la Svenska flygvapnet fino al 1944 quando furono rimpiazzati con i Saab 17.

## Versioni
Se non diversamente indicato, i dati sono tratti da "McDonnell Douglas Aircraft since 1920".
- Northrop Gamma 2C

Sviluppo del velivolo per il trasporto civile Northrop Gamma; si trattò di un singolo velivolo inizialmente motorizzato con il radiale Wright Cyclone 9 (designato dall'USAAC YA-13) e successivamente modificato sostituendo il motore originario con un Pratt & Whitney Twin Wasp (con designazione mutata in XA-16).
- Northrop Gamma 2F

Nuova versione del Gamma, sviluppata su iniziativa privata della Northrop e proposta all'USAAC come velivolo da attacco al suolo; equipaggiato con il motore Pratt & Whitney Twin Wasp Junior aveva inizialmente carrello d'atterraggio semi-retrattile che venne però dismesso in favore della soluzione con carrello fisso. Il primo esemplare fu consegnato all'USAAC il 6 ottobre 1934 e i risultati delle prove consentirono alla Northrop di ottenere dall'USAAC un ordine per altri 109 esemplari.
- Northrop A-17

Designazione militare delle macchine di serie, consegnate tra il dicembre 1935 ed il gennaio del 1937.
- Northrop A-17A

Versione dotata di carrello d'atterraggio retrattile; ne vennero ordinati 100 esemplari nel 1936 ed altri 29 nel secondo semestre dell'anno successivo.
- Northrop A-17AS

Variante triposto da trasporto; la lettera "S" nella sigla stava ad indicare "Staff" oppure "Special"; ne furono realizzati due esemplari (completati prima di quelli della versione A-17A), dotati di motore Pratt & Whitney Wasp.
- Douglas DB-8

Denominazione assegnata al velivolo dalla Douglas Aircraft Company dopo che, nel 1938, aveva perfezionato l'acquisto della Northrop; la sigla stava ad indicare Douglas Bomber-8.
- 8A-1

Variante simile all'A-17 ordinata dal governo svedese che acquistò un aereo, le parti per la costruzione di un secondo esemplare e la licenza per la costruzione del modello da parte della AB Svenska Järnvägsverkstädernas Aeroplanavdelning (ASJA); l'aereo era equipaggiato con un Bristol Pegasus XII in quanto simile al motore Bristol Mercury, che sarebbe stato anch'esso prodotto su licenza nel paese scandinavo. In Svezia l'aereo ricevette la designazione B-5A, secondo il sistema locale, mentre il secondo esemplare ed i primi 63 costruiti su licenza furono identificati come B-5B. Seguì un secondo lotto di 39 aerei prodotti dalla Svenska Aeroplan AB, denominati B-5C.
- 8A-2

Designazione assegnata ad un lotto di 30 velivoli realizzati su ordine della Fuerza Aérea Argentina e consegnati tra la fine di febbraio e la metà di maggio del 1938. Gli aerei erano equipaggiati con motore Wright Cyclone 9.
- 8A-3P

Designazione assegnata a 10 aerei ordinati nel corso del 1938 dal Cuerpo de Aeronáutica del Perù; erano equipaggiati con motore Wright Cyclone 9 in versione dotata di riduttore.
- 8A-3N

Versione, simile alla precedente, ordinata in 18 esemplari dall'aviazione olandese; gli esemplari, equipaggiati con motore Pratt & Whitney Twin Wasp, furono consegnati tra agosto e novembre del 1939.
- 8A-4

Si tratta di 15 aerei acquistati dall'aviazione irakena, ancora una volta simili a quelli acquistati dall'aeronautica peruviana; dotati degli stessi motori Wright Cyclone 9, furono consegnati tra aprile e giugno del 1940.
- 8A-5

Lotto di 36 velivoli ordinati dal governo della Norvegia nei primi mesi del 1940. Dotati del motore Wright Cyclone 9, costituivano la versione più pesantemente armata tra quelle realizzate. A causa dell'occupazione tedesca del paese, gli aerei furono consegnati alle autorità in esilio in Canada, ma divennero presto surplus e 31 di essi furono presi in carico nel 1942 dall'USAAF (che li designò A-33).

## Utilizzatori

### Militari
Argentina
- National Advisory Committee for Aeronautics

 Canada
- Royal Canadian Air Force

 Iraq
- Royal Iraqi Air Force

 Paesi Bassi
- Luchtvaartbrigade

 Perù
- Cuerpo de Aeronautico del Peru

 Regno Unito
- Royal Air Force

 Stati Uniti
- United States Army Air Corps

 Sudafrica
- Suid-Afrikaanse Lugmag

 Svezia
- Svenska flygvapnet

### Enti governativi
Stati Uniti
- National Advisory Committee for Aeronautics

### Annotazioni
1. ↑  Dal conteggio sono esclusi gli esemplari della serie 8A-5/A-33
2. ↑  Jack Northrop fondò la sua seconda azienda aeronautica (la prima a portare il nome di Northrop Corporation) nel 1932; questa fu venduta alla Douglas Aircraft Company nel 1938; l'anno successivo Northrop fondò una terza azienda cui diede nuovamente il nome di Northrop Corporation, che sarebbe rimasta autonoma fino al 1994
3. ↑  Il prefisso "G" nella sigla stava ad indicare "geared", cioè "dotato di riduttore"
4. ↑  Si veda il paragrafo dedicato al Regno Unito
5. ↑  In Italia corrispondente al grado di Generale di divisione
6. ↑  Equivalente dello Squadron britannico

### Fonti
1. ↑  Johnson, 2008, p. 30.
2. 1 2 3 4  Francillon, 1988, pp. 195-208.
3. ↑  Francillon, 1988, p. 195.
4. 1 2 3 4 5  Francillon, 1988, p. 196.
5. 1 2 3 4  Francillon, 1988, p. 197.
6. 1 2  Francillon, 1988, p. 198.
7. 1 2  Francillon, 1988, p. 200.
8. ↑  Francillon, 1988, p. 23.
9. 1 2  Francillon, 1988, p. 201.
10. 1 2 3 4  Douglas DB-8A for Sweden, in "www.joebaugher.com".
11. ↑  Francillon, 1988, p. 202.
12. 1 2 3 4  Northrop A-17, in "www.joebaugher.com".
13. 1 2 3 4 5  Northrop A-17A, in "www.joebaugher.com".
14. 1 2 3 4  Northrop A-17AS, in "www.joebaugher.com".
15. ↑  Douglas 8A-5 for Norway, A-33, in "www.joebaugher.com".
16. 1 2  Douglas 8A-3N for the Netherlands, in "www.joebaugher.com".
17. 1 2  Francillon, 1988, p. 208.
18. ↑  Douglas 8A-2 for Argentina, in "www.joebaugher.com".
19. ↑  Northrop A-17A Nomad, in "www.rcaf-arc.forces.gc".
20. ↑  Douglas 8A-4 for Iraq, in "www.joebaugher.com".
21. ↑  Douglas 8A-3P for Peru, in "www.joebaugher.com".
22. ↑  Northrop A-17, in "www.historyofwar.org".